# Ángel Rojas (Fußballspieler, 1985)
Ángel Orlando Rojas Ortega (* 10. April 1985 in Santiago) ist ein ehemaliger chilenischer Fußballspieler. Der Mittelfeldspieler gewann drei chilenische Meisterschaften.

## Karriere

### Verein
Rojas begann seine Karriere im Jugendbereich von Universidad de Chile, bevor er sein Debüt in der Apertura 2004 gab. Mit seinem Leihverein Everton gewann er die Meisterschaft der Apertura 2008, indem das Team Rekordmeister CSD Colo-Colo im Finale besiegte. Am 3. Dezember 2009 wechselte er zum Goiás in die Campeonato Brasileiro. Rojas kehrte am 11. Juni 2010 zu Universidad de Chile zurück und spielte unter anderem im Halbfinale der Copa Libertadores 2010. Im Apertura-Turnier 2011 spielte er erneut auf Leihbasis bei Everton. 2014 und 2015 sammelte der Mittelfeldspieler weitere Auslandserfahrung beim AO Kerkyra und beim AO Chania in Griechenland. 2015 kehrte er nach Chile zurück, wo er sich Coquimbo Unido anschloss. Bei Deportes Recoleta ließ Rojas seine Karriere ausklingen und beendete mit der Meisterschaft der Segunda División 2021 seine Profilaufbahn.

### Nationalmannschaft
2005 vertrat Rojas die U20-Nationalmannschaft bei der Südamerikameisterschaft als auch bei der Weltmeisterschaft.

## Erfolge
U de Chile
- Chilenischer Meister: 2004-A, 2009-A

Everton
- Chilenischer Meister: 2008-A